# Oskar Czertowicz
Oskar Czertowicz (* 9. Februar 2006 in Kwidzyn) ist ein polnischer Handballspieler. Er wird im Rückraum eingesetzt.

## Werdegang
Sein Vater Łukasz Czertowicz spielte lange in der polnischen Ekstraklasa und wechselte 2010 nach Deutschland, wo Oskar Czertowicz ab dem vierten Lebensjahr aufwuchs. Er erlernte das Handballspiel in der Jugendabteilung der HG Saarlouis.
2021 nahm Czertowicz ein Angebot der SG Flensburg-Handewitt an und setzte seine Handballausbildung im Nachwuchsbereich des Bundesligisten fort. Im Juni 2023 wurde er erstmals in der Handball-Bundesliga eingesetzt. Anfang Dezember 2023 stattete Flensburg-Handewitt ihn mit einem Profivertrag aus. In der Saison 2023/24 kam Czertowicz in acht Spielen der EHF European League zum Einsatz und gewann den Wettbewerb mit der SG Flensburg-Handewitt. Seit der Saison 2024/25 läuft er zusätzlich per Zweitspielrecht für den Drittligisten DHK Flensborg auf. Mit der SG gewann er in der Saison 2024/25 zum zweiten Mal in Folge die EHF European League.
Czertowicz läuft seit der Saison 2025/26 für den polnischen Erstligisten Wybrzeże Gdańsk auf.